# Todos Tus Muertos
Todos Tus Muertos (TTM) va ser un grup de música rock, hardcore punk i reggae d'Argentina format el 1985. El grup estava integrat en un inici per Félix Gutiérrez al baix, Horacio Villafañe «Gamexane» a la guitarra, Cristian Ruiz a la bateria i Fidel Nadal a la veu. Tant Gutiérrez com Gamexane havien format part de Los Laxantes, grup pioner del moviment punk a Buenos Aires. Les seves lletres estan molt influenciades pel rastafarisme i la crítica social.
El nom triat per a la banda sorgeix per diversos motius: de l'encíclica Totus tuus, dels 30.000 desapareguts provocats per la dictadura militar argentina (1976-1983), i de «la mort en vida que pateix el jovent en trobar totes les portes tancades», segons paraules del mateix Gamexane.

## Història
El seu primer disc, Todos Tus Muertos, editat amb la discogràfica RCA els feu coneguts a escala internacional, amb el seu tema més popular, «Gent que no», escrit en la primera etapa del grup amb Jorge Serrano de Los Auténticos Decadentes. Aquest treball va ser qüestionat en el seu moment, no per la qualitat de les cançons, sinó pel fet que fos editat per RCA ja que era estrany que una banda punk debutés amb un segell multinacional. Tanmateix, l'acabat final del disc mostra un treball fosc, d'un rock extrem i ombrívol, no en va dediquen «la seva obra» a Edgar Allan Poe.
El 1991, després de tres anys sense gravar, TTM va tornar amb el seu segon àlbum d'estudi Nena de Hiroshima. El disc manté el to ombrívol del seu predecessor i hi conté una versió en castellà de «Break on Through (To the Other Side)» de The Doors.
El 1994, publicaren el seu treball més conegut, Dale aborigen, amb les col·laboracions de Manu Chao, Fermin Muguruza, Los Fabulosos Cadillacs i Actitud María Marta. A més, el videoclip de «Mate» va ser nominat al Millor videoclip llatí als MTV Video Music Awards de 1995. Més tard, Nadal, el seu germà Amical i Pablo «Pablito» Molina formaren el grup de reggae Lumumba, abans de separ-se com a TTM el 1998.
El 2004, tres dels seus integrants originals van decidir reprendre el grup i fer una gira de reunió, publicant un àlbum en directe, Re-unión en vivo. El 2015, el cantant Pablito va confirmar en una entrevista la tornada de Todos Tus Muertos, deixant en incògnita qui reemplaçaria Gamexane (1963-2011) a la guitarra. El 2016, després d'una absència de cinc anys, el grup es reuní per a commemorar els 30 anys de trajectòria i realitzà una gira per Amèrica Llatina amb Fidel Nadal, després de 18 anys de la seva separació.

## Discografia

### Maquetes
- 1986: Noche agitada en el cementerio
- 2021: Demos 1985-1989[2]

### Àlbums d'estudi
- 1988: Todos Tus Muertos
- 1991: Nena de Hiroshima
- 1994: Dale aborigen
- 1996: Subversiones
- 1998: El camino real
- 2010: Crisis mundial
- 2022: Versiones inéditas del primer álbum

### Àlbums en directe
- 1995: Argentina te asesina
- 2006: Re-unión en vivo
- 2021: Noches Agitadas en el Parakultural[3]

### Recopilatoris
- 2008: Greatest Hits